# Ga Ayanggyo
Ga Ayanggyo là ga của Tàu điện ngầm Daegu tuyến 1 ở Sinam-dong và Hyomok-dong, quận Dong, Daegu, Hàn Quốc. Nó là ga ngầm thứ hai trong tất cả nhà ga của tuyến 1, nó ở vùng bắt qua Sông Geumho. Vào 13 tháng 3 năm 2009, một thang máy đã được lắp đặt trước lối thoát số 4.

## Liên kết
- Ga ảo DTRO Lưu trữ ngày 20 tháng 12 năm 2012 tại archive.today